# 1645
1645 (MDCXLV) a fost un an comun al calendarului gregorian, care a început într-o zi de duminică.

## Evenimente
- 14 iunie: Bătălia de la Naseby. Înfruntarte decisivă în Războiul Civil din Anglia, între Armata Noului Model a Parlamentului și armata regalistă a lui Carol I, cel din urmă pierzând războiul.